# Lista dietelor din Târgu Mureș
Lista dietelor din Târgu Mureș (în maghiară Marosvásárhelyi országgyűlések listája) cuprinde totalitatea întrunirilor ținute de Dieta Transilvaniei în localitate.

## Lista cronologică a dietelor
Sub domnia lui Albert al II-lea
- 1439

Sub domnia lui Ioan I Zápolya
- 1529
- 1535 februarie: nobilii trebuie să redea libertatea iobagilor secui
- 24 iunie 1536
- 9 martie 1540: sub chemarea voievozilor István Majlád și Imre Balassa

Sub domnia lui Isabella Jagiello Zápolya:
- 26 ianuarie 1541
- 25-26 ianuarie 1542: recunoaște ca guvernator pe Gheorghe Martinuzzi
- 11 iunie 1542
- 29 noiembrie 1543
- 1 noiembrie 1545
- 29 octombrie 1549
- 31 decembrie 1550
- 1551

Sub domnia lui Ferdinand I:
- 1552
- 1553
- 30 iunie-3 iulie 1553: dietă secuiască parțială
- 25 ianuarie 1554
- 12 mai 1554: mobilizare împotriva turcilor
- 24 aprilie 1555
- 23 decembrie-9 februarie 1555: ultimat către Ferdinand I

Sub domnia lui Ioan Sigismund Zápolya:
- 1558
- 6-14 ianuarie 1571: confirmarea decretelor legate de libertatea religioasă

Sub domnia lui Ștefan Báthory:
- 13 iunie-18 iunie 1574

Sub domnia lui Sigismund Rákóczi:
- 18 martie 1607

Sub domnia lui Ákos Barcsay:
- 6 noiembrie 1658: recunoașterea domniei lui Ákos Barcsay

Sub domnia lui Sigismund Báthory:
- 24 septembrie 1659

Sub domnia a doua lui Ákos Barcsay:
- 29 noiembrie 1659
- decembrie 1659.

Sub domnia lui Mihai Apafi I:
- 3 septembrie 1661
- 24 septembrie-10 octombrie: întrunită la propunerea lui István Petki și Pál Béldi
- 5 ianuarie-4 februarie 1667

Sub domnia lui Leopold I:
- 10 decembrie 1692
- 19 decembrie-6 ianuarie 1693
- 12 decembrie 1694
- 12 decembrie-19 ianuarie 1695
- 1698

Sub domnia lui Francisc Rákóczi al II-lea:
- 28 martie-9 aprilie 1707: l-a proclamat pe Francisc Rákóczi al II-lea ca principe al Transilvaniei